# 오데뜨 투르몽드
《Odette Toulemonde》는 벨기에와 프랑스에서 공동제작된 영화로, 에릭-마누엘 슈미트 (Eric-Emmanuel Schmitt )가 2006년에 캐서린 프로트 ( Catherine Frot)와 앨버트 듀폰 텔 (Albert Dupontel)과 제작한 코미디 영화이다.
Odette Toulemonde는 벨기에 Charleroi에 있는 큰 상점의 화장품 판매원이다.
최저 급여를 받는 40대 젊은 미망인이자, 더 나은 미래 없이 살아가는 사춘기 두 아이의 엄마로서의 삶은 전혀 즐겁지가 않다.

결혼하고 한아이의 아빠인 발타자르 발잔은 물질사회에서 더 나은 것을 제공할 수 있는 모든 것을 가지고 있었다. 그는 상업적으로 성공하여 돈을 많이 벌었지만, 그의 재능에 확신이 없었고 비평에 약했기 때문에 행복하지 않았다. 그의 최신작이 언론에서 혹평을 받은 이후로, 그는 그의 팬인 오데뜨로부터 편지를 받았다. 그녀는 그에게 그녀의 초라한 삶, 그의 소설이 그녀에게 준 모든 행복과 그녀가 그에게서 느낀 맹목적인 사랑에 대해 이야기했다. 그는 그녀 옆에서 행복의 치료를 시작하기 위해 그녀를 만나기로 결심했다. 

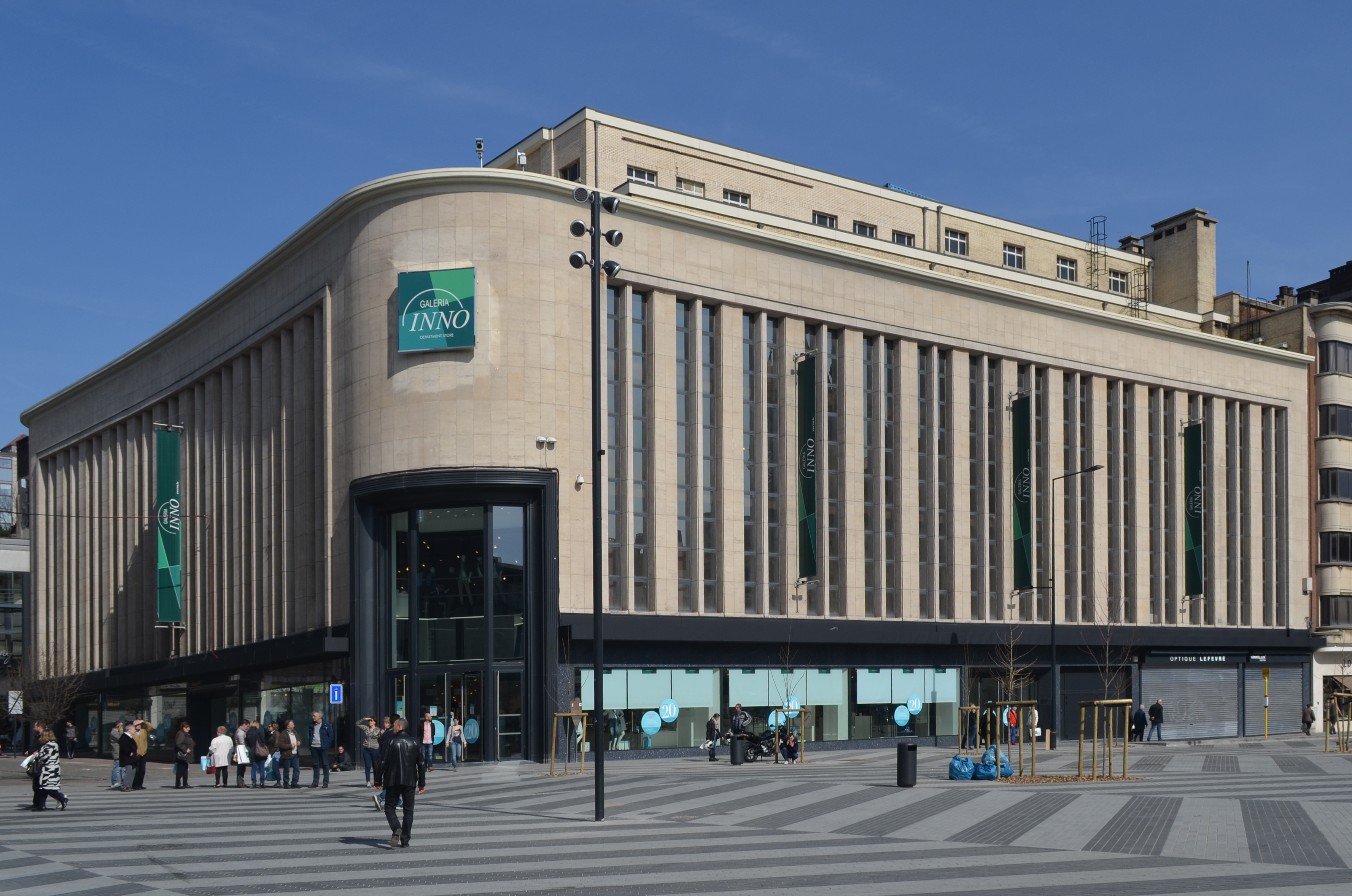
Charleroi에 있는 Galeria Inno 백화점(이전 명칭 : À l'Innovation)이 촬영 장소로 사용되었다.
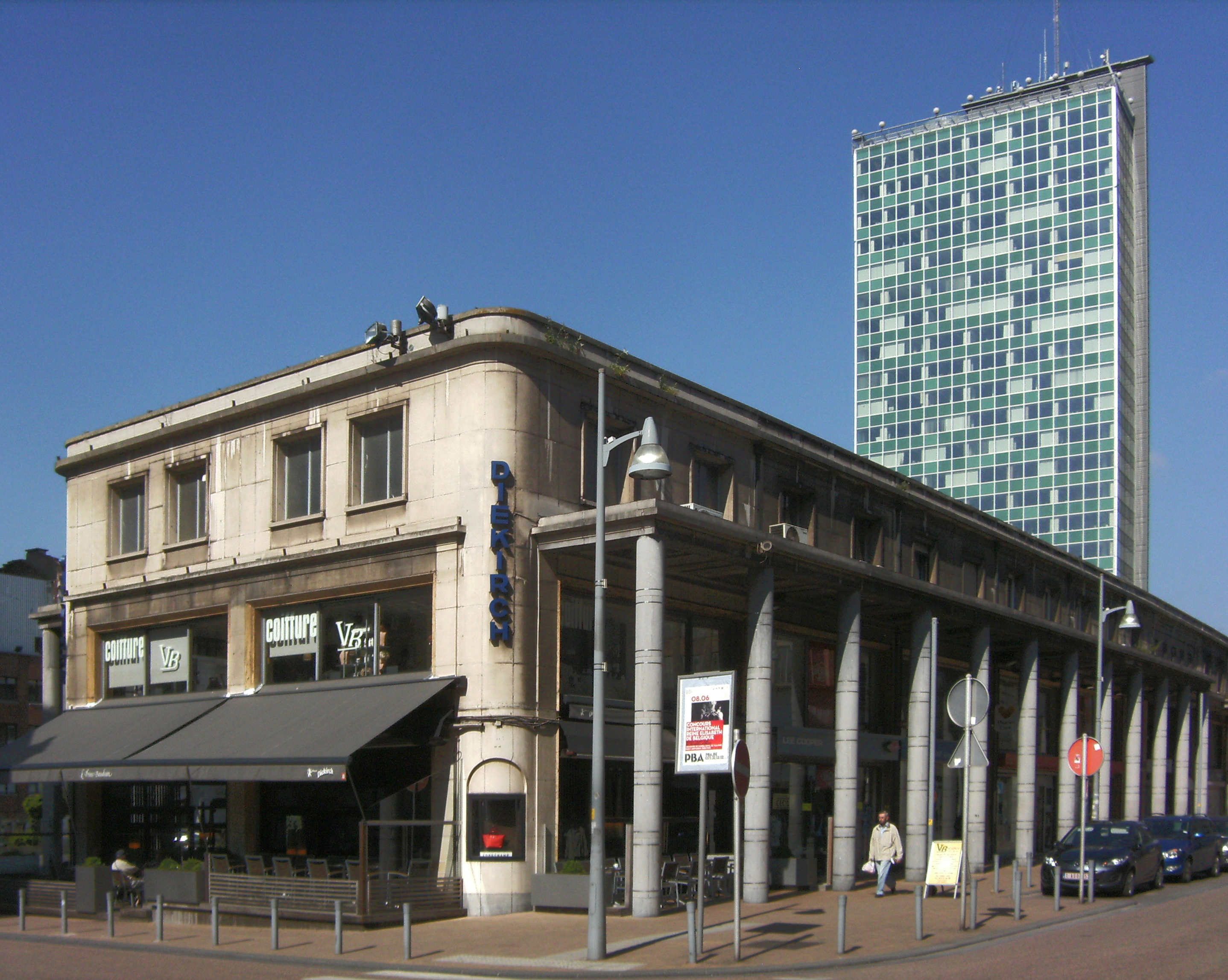
Les Colonnades는 영화에서는 등장하지만 현재는 철거되어 있다.[1] .
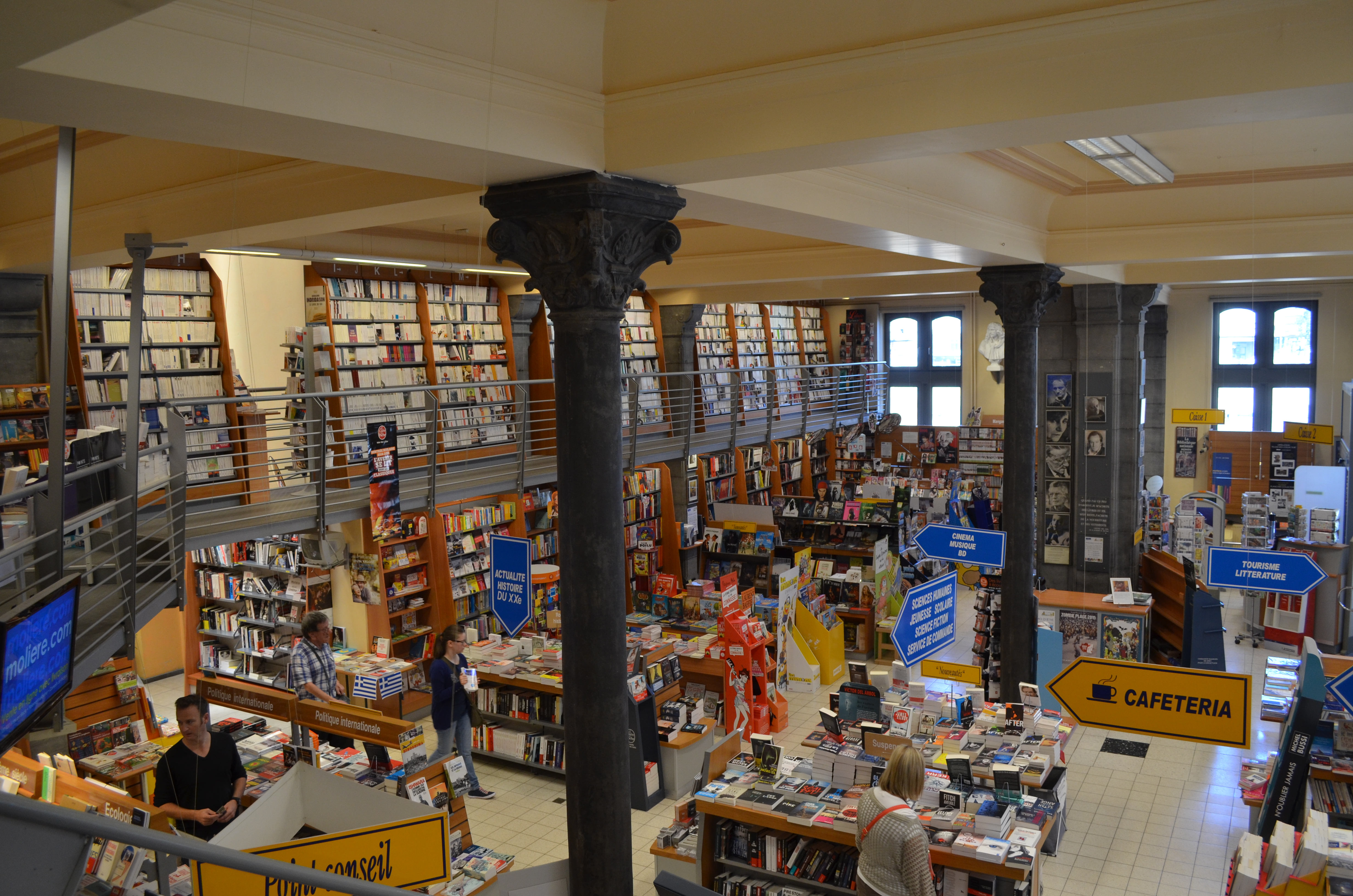
Charleroi에 있는 Molière서점에서 서명 장면이 촬영되었다.
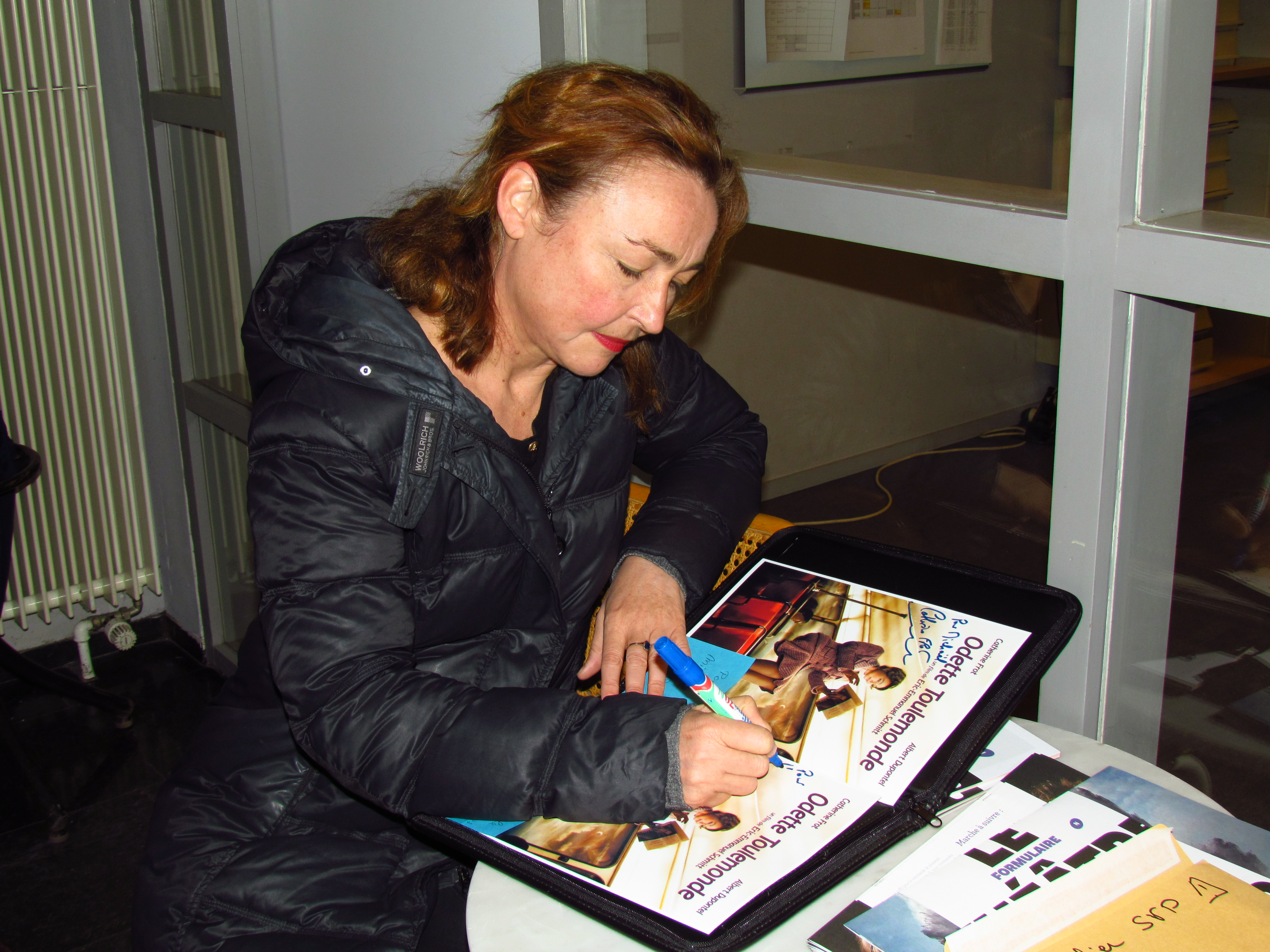